# Hanna Buśko
Hanna Maria Buśko z domu Bańkowska (ur. 28 lipca 1938 w Wilnie, zm. w grudniu 2020) – polska laborantka i działaczka społeczna, posłanka na Sejm PRL VIII kadencji (1980–1985). 

## Życiorys
Córka Wiktora i Genowefy. Urodziła się na Wileńszczyźnie, jednak w związku z przesunięciem granic od 1946 mieszkała w Bydgoszczy. Po ukończeniu szkoły średniej podjęła pracę jako laborantka analityczna w Wojewódzkim Szpitalu Dziecięcym w Bydgoszczy, po czym w latach 1957–1965 pracowała w Szpitalu Powiatowym w Aleksandrowie Kujawskim. Podjęła naukę w Szkole Laboratorium Medycznego w Gdańsku, gdzie w 1965 uzyskała dyplom technika analityka, następnie została zatrudniona w Sanatorium Kolejowym w Aleksandrowie Kujawskim oraz jego oddziale zamiejscowym (Kolejowym Sanatorium Uzdrowiskowym w Ciechocinku).
Od 1964 należała do Stronnictwa Demokratycznego. W latach 1973–1975 sprawowała mandat członka Miejskiej Rady Narodowej Aleksandrowa Kujawskiego, a od 1975 do 1980 pełniła obowiązki radnej Wojewódzkiej RN we Włocławku. Do 1975 zasiadała w prezydium Powiatowego Komitetu SD w Aleksandrowie Kujawskim. Następnie (do 1990) zasiadała w prezydium Miejskiego Komitetu partii we Włocławku, do 1980 będąc jego sekretarzem, a następnie przewodniczącą. W latach 1980–1985 pełniła mandat posłanki na Sejm PRL w okręgu Włocławek. Zasiadała w trzech Komisjach: Zdrowia i Kultury Fizycznej (po przekształceniach: Polityki Społecznej, Zdrowia i Kultury Fizycznej), Oświaty i Wychowania oraz Administracji, Gospodarki Przestrzennej i Ochrony Środowiska. Od 1981 do 1990 była członkinią prezydium Wojewódzkiego Komitetu SD we Włocławku.
Odznaczona m.in. Krzyżem Kawalerskim Orderu Odrodzenia Polski.